# Alfons Fritz
Alfons Fritz (* 1861; † 17. August 1933 in Aachen) war ein Aachener Gymnasiallehrer und Lokalhistoriker sowie Schriftsteller und Theaterkritiker.

## Leben
Über die Vita von Alfons Fritz ist wenig bekannt. Er studierte in Münster Germanistik und Geschichtswissenschaften. Er verfasste 1886 eine Dissertation: Zur Quellenkritik der Schriften Dietrichs von Nieheim. Diese wurde preisgekrönt und ist in Teilen noch heute Stand der Forschung. Neben seinem Beruf als Gymnasiallehrer am Kaiser-Karls-Gymnasium hat sich Fritz in Aachen maßgeblich um die Aufarbeitung der Aachener Geschichte und im Besonderen seines Gymnasiums verdient gemacht.
Der geschichtswissenschaftliche Schwerpunkt von Fritz lag in der Aufarbeitung der höheren Bildung in Aachen und hier im Besonderen der früheren Jesuitenschule Aachens, aus der das Kaiser-Karls-Gymnasium hervorgegangen ist. Seine Arbeit stellt die handwerklich beste ältere Schulgeschichte des Untersuchungsgebietes dar und Frank Pohle zollt ihm in seiner Dissertation für seine sorgfältige und vollständige Recherche höchste Anerkennung. Fritz hat damit bis in die Gegenwart einen Schlusspunkt unter die Erforschung der Aachener Jesuitengeschichte gesetzt, der heutzutage kaum noch etwas hinzuzufügen ist.
Ein weiterer Schwerpunkt seiner Arbeit lag sowohl in der akribischen Aufarbeitung der Entwicklung der Aachener Theaterszene vom Alten Komödienhaus zum Theater Aachen als auch in seinen Arbeiten zum Aachener Schultheater. Hier waren es besonders die Jesuitendramen, denen er sich verpflichtet fühlte und deren Darstellung er mit Hilfe breiter Kenntnis der Sekundärliteratur und neuerer Informationen aus römischen Quellen umsetzen konnte. Pohle kommt dabei zu der Auffassung, dass die von Fritz dazu niedergeschriebenen Ausführungen dieser Theaterstücke in historischen Zeitschriften vielfach die kriegszerstörten oder verloren gegangenen Originalmanuskripte ersetzen müssen.
Darüber hinaus betätigte sich Fritz auch als Übersetzer lateinischer Texte ins Deutsche. Hierbei wird ihm unter anderem eine exzellente Übersetzung der Aachener Schulordnung in der Fassung aus dem Jahr 1720 bescheinigt, die 1733 wegen der Neueröffnung eines philosophischen Studienganges ins Archiv der Koblenzer Jesuiten gelangte.
Als Mitglied des Aachener Geschichtsvereins schrieb Fritz zahlreiche Aufsätze und war darüber hinaus ein versierter Theaterkritiker. Mit dem Titel eines Gymnasial-Professors und Studienrat i. R. verstarb Fritz 72-jährig am 17. August 1933 in Aachen und wurde vier Tage später auf dem Heißbergfriedhof Burtscheid/Aachen begraben.

## Werke (Auswahl)
- Gustav Freytag in den „Grenzboten“, Aachen 1895/96 (Digitalisat).
- Hansemann und die staatliche Mahlsteuer, in Echo der Gegenwart, Aachen 1897.
- Zur Baugeschichte des Aachener Stadttheaters, in: Zeitschrift des Aachener Geschichtsvereins 22, 1900.
- Theater und Musik in Aachen zur Zeit der französischen Herrschaft, in: Zeitschrift des Aachener Geschichtsvereins 23, 1901, S. 31–170.
- Aus den ersten Jahren der Wirksamkeit des Aachener Wohltätigkeitsbureaus, in: Zeitschrift des Aachener Geschichtsvereins 25, 1903, S. 28–72.
- Zur Vorgeschichte des Museums, in: Denkschrift aus Anlass des fünfundzwanzigjährigen Bestandes des Suermondt-Museums, hrsg. v. Dr. Anton Kisa. Aachen 1903, S. 58–68.
- Geschichtliche Mitteilungen zu den Bildern Napoléons und seiner Gemahlin Josephine im Suermondt-Museum, in: Denkschrift aus Anlass des fünfundzwanzigjährigen Bestandes des Suermondt-Museums, hrsg. v. Dr. Anton Kisa. Aachen 1903, S. 50–53.
- Die Bettendorfsche Gemäldesammlung in einer Besprechung aus dem Jahre 1818, in: Zeitschrift des Aachener Geschichtsvereins 27, 1905, S. 269–280.
- Geschichte des Kaiser-Karls-Gymnasiums in Aachen (Teil I). Das Aachener Jesuiten-Gymnasium. In: Aachener Geschichtsverein (Hrsg.): Zeitschrift des Aachener Geschichtsvereins. 28. Band. Verlag der Cremerschen Buchhandlung (C. Cazin), 1906, ISSN 0065-0137, S. 1–285 (Online [abgerufen am 28. Februar 2015]).
- Die Auflösung des Aachener Jesuitenkollegs und ihre Folgen, im besondern der Streit um das Jesuitenvermögen bis zum Jahre 1823. In: Aachener Geschichtsverein (Hrsg.): Zeitschrift des Aachener Geschichtsvereins. 29. Band. Verlag der Cremerschen Buchhandlung (C. Cazin), 1907, ISSN 0065-0137, S. 211–276 (Online [abgerufen am 28. Februar 2015]).
- Geschichte des Kaiser-Karls-Gymnasiums in Aachen (Teil II). Das reichsstädtische Marien-Gymnasium oder Marianische Lehrhaus. In: Aachener Geschichtsverein (Hrsg.): Zeitschrift des Aachener Geschichtsvereins. 30. Band. Verlag der Cremerschen Buchhandlung (C. Cazin), 1908, ISSN 0065-0137, S. 75–154 (Online [abgerufen am 28. Februar 2015]).
- Paulus Aler in. Das Marzellengymnasium Köln 1450–1911 – Bilder aus seiner Geschichte, Festschrift seiner Übersiedlung, S. 122–139 (Volltext online).
- Der Aachener Geschichtsschreiber Heinrich Thenen (1607–1696), in: Zeitschrift des Aachener Geschichtsvereins 33, 1911, S. 267–276.
- Labassar, ein unbekanntes Aachener Jesuitendrama vom Jahre 1764, in: Zeitschrift des Aachener Geschichtsvereins 33, 1911, S. 276–280.
- Ein Aufruhr im Aachener Gymnasium (1728), in: Zeitschrift des Aachener Geschichtsvereins 34, 1912, S. 123–136.
- Die französische Sekundärschule der Stadt, Kaatzer, Aachen 1912.
- Rezension zu Bernhard Duhr – „Geschichte der Jesuiten in den Ländern deutscher Zunge“, in: Zeitschrift des Aachener Geschichtsvereins 51, 1913, S. 405ff.
- Ein Mißbrauch der Immunität im 18. Jahrhundert, in: Zeitschrift des Aachener Geschichtsvereins 35, 1913, S. 347–352.
- Die Gedichtsammlung des Aachener Aloys van Berg (1795), in: Zeitschrift des Aachener Geschichtsvereins 35, 1913, S. 352–359.
- Ein merkwürdiger Aachener Theaterzettel aus dem Jahre 1810, in: Zeitschrift des Aachener Geschichtsvereins 35, 1913, S. 360–363.
- Theater und Musik in Aachen seit dem Beginn der preussischen Herrschaft, in: Zeitschrift des Aachener Geschichtsvereins 39, 1917, S. 1–154 und S. 165–277.
- Eine Schulordnung der Aachener Jesuiten vom Jahre 1720, in: Annalen des historischen Vereins für den Niederrhein 100, 1917, S. 120–151.
- Johann Baptist Joseph Bastiné, der Lehrer Alfred Rethels, in: Annalen des Historischen Vereins für den Niederrhein 12, 1918, S. 144.
- Geschichte des Kaiser-Karls-Gymnasiums in Aachen (Neuauflage), in: Zeitschrift des Aachener Geschichtsvereins 42, 1921, S. 90–232.
- Festschrift aus Anlass des 100-jährigen Bestehens des städtischen Gesangsverein, Creutzer, 1921
- Die Aachener Lehrjahre Joseph Mühldorfers, des Begründers der neuzeitlichen Theatermaschinerie (1826–1832), 1924.
- Die Geschichte der höheren Bildungsanstalten in Aachen in: Albert Huyskens: Aachener Heimatgeschichte, Creutzer, Aachen 1924.
- Stadttheater Aachen. Amtliche Festschrift zur Hundertjahr-Feier des Aachener Stadttheaters 1925 (15. bis 17. Mai 1925), LaRuelle, Aachen 1925.
- Die Entwicklung der Aachener Stadtmusik vom städtischen Harmoniekorps zum städtischen Orchester (1721–1852) und ihre Beziehungen zur Münstermusik, in: Zeitschrift des Aachener Geschichtsvereins 48/49, 1926/27, S. 121–189.
- Die Grafen Gottfried und Arnold von Huyn, Geleen und Amstenrade, als Wohltäter des Aachener Jesuitenkollegs, in: Zeitschrift des Aachener Geschichtsvereins 55, 1933, S. 78–99.